# Rob Bishop

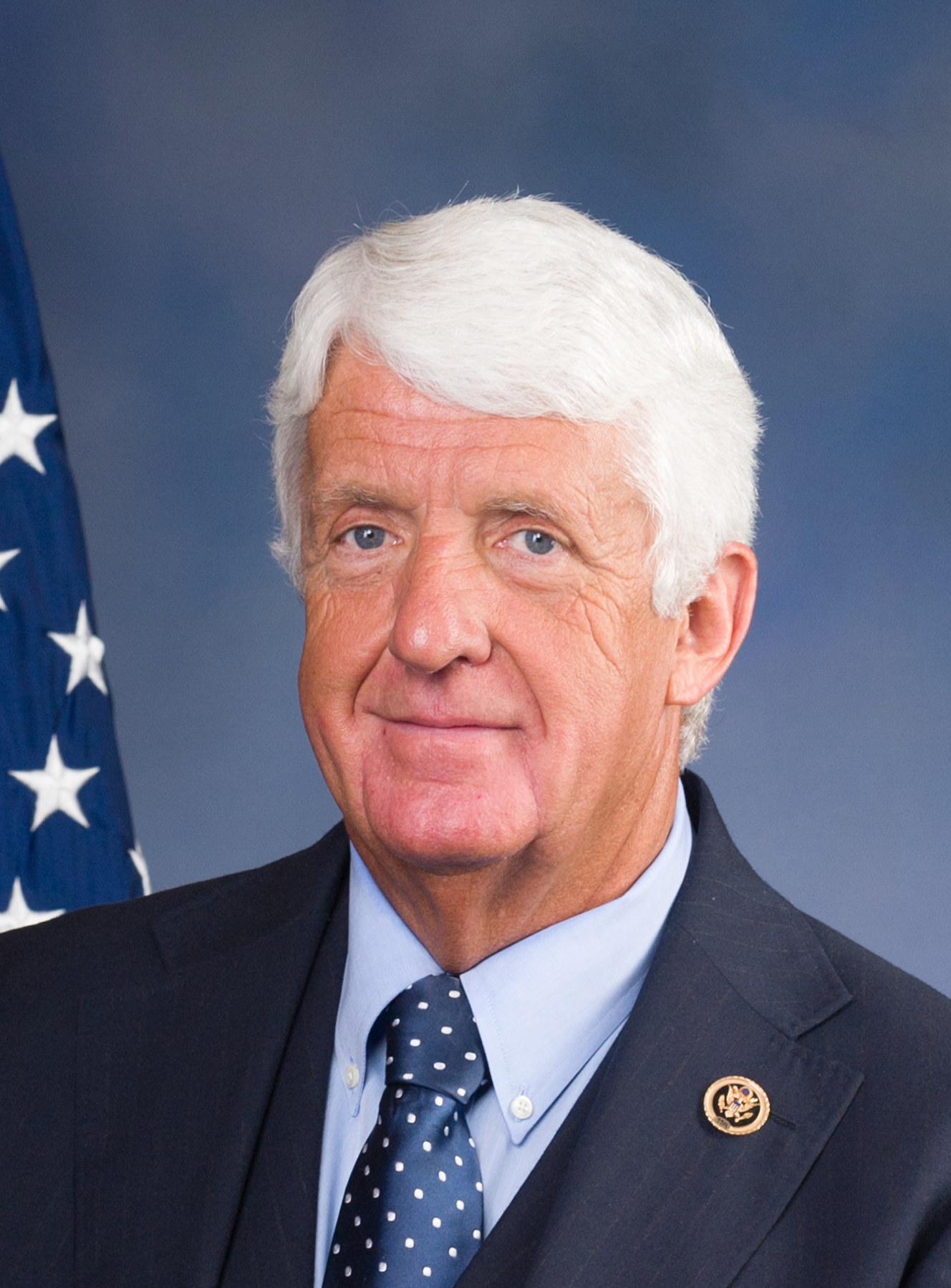
Rob Bishop

Robert William „Rob“ Bishop (* 13. Juli 1951 in Kaysville, Davis County, Utah) ist ein US-amerikanischer Politiker der Republikanischen Partei. Er vertrat von 2003 bis 2021 den Bundesstaat Utah im US-Repräsentantenhaus.
Nach seinem Abschluss an der Davis High School wurde Rob Bishop von 1970 bis 1972 als Missionar der Kirche Jesu Christi der Heiligen der Letzten Tage (Mormonen) in Deutschland eingesetzt. Nach seiner Rückkehr in die USA studierte er Politikwissenschaften an der University of Utah in Salt Lake City und schloss 1974 mit dem Bachelor ab. Danach arbeitete er von 1974 bis 1980 als Lehrer für Civic Education an einer High School in Brigham City, später dann als Deutschlehrer in Ogden.
Sein erstes politisches Amt hatte Bishop von 1979 bis 1995 als Abgeordneter im Repräsentantenhaus von Utah inne. Dort war er Fraktionsvorsitzender der Republikaner (Majority Leader) sowie von 1992 bis 1994 als Nachfolger von Craig Moody der Speaker der Parlamentskammer. 1997 wurde er für zwei Jahre zum Vorsitzenden seiner Partei in Utah gewählt. Er war zeitweise als Lobbyist in Washington tätig; nach seinem Abschied aus dem Staatsparlament kehrte er an die High School von Brigham City zurück, wo er den Fachbereich Geschichte leitete.
Bei den Kongresswahlen des Jahres 2002 wurde Bishop erstmals in den Kongress gewählt. Da er bei allen folgenden Wahlen, einschließlich der des Jahres 2016, wiedergewählt wurde, kann er sein Mandat bis heute ausüben. Seine neueste Legislaturperiode läuft bis zum 3. Januar 2019. Im Parlament gehört er zu den Mitgründern der Western State Coalition, die sich für mehr Rechte der Bundesstaaten einsetzt. Als Lehrer kümmert er sich besonders um erziehungspolitische Themen. Er stimmte gegen den No Child Left Behind Act. Bishop ist bzw. war Mitglied im Geschäftsordnungsausschuss und im Ausschuss für Naturvorkommen (House Committee on Natural Resources). Er leitet bzw. leitete dessen Unterausschuss House Natural Resources Subcommittee on Federal Lands. Bishop ist auch Mitglied mehrere Congressional Caucuses. Darunter ist auch der der Tea-Party-Bewegung nahe stehende Tea Party Caucus. Darüber hinaus sitzt er im Republican study Committee.
Im Juli 2019 gab Bishop bekannt, bei der Kongresswahl 2020 nicht erneut anzutreten. Seine Amtszeit endete mit dem Ende der Legislaturperiode am 3. Januar 2021, er wurde von Blake Moore abgelöst.